# NGC 167
NGC 167 es una galaxia espiral barrada localizada a 172 millones de años luz de distancia en la constelación de Cetus. Fue descubierta en 1886 por el astrónomo estadounidense Francis Preserved Leavenworth.